# Кавано, Масатора
Масатора Кавано (Масатора Кавано (яп. 川野 将虎 Masatora Kawano, род. 23 октября 1998, Хюга, Миядзаки)) — японский легкоатлет, специалист по спортивной ходьбе. Выступает за сборную Японии по лёгкой атлетике, призёр чемпионатов мира 2022 и 2023 годов, участник летних Олимпийских игр 2020 года.

## Биография
Масатора Кавано родился 23 октября 1998 года в городе Хюга.
Принимал участие в Олимпийских играх 2020 года в Токио — в ходьбе на 50 км с результатом 3:51:56 стал шестым. 
На чемпионате мира 2022 года в США на дистанции 35 километров спортивным шагом стал обладателем серебряной медали. Дистанцию прошёл за 2:23:15. 
В 2023 году на чемпионате мира по лёгкой атлетике, который состоялся в Будапеште, японский атлет, в спортивной ходьбе на 35 километров, с результатом 2:25:12 и лучшим личным временем в сезоне стал бронзовым призёром чемпионата мира.